# Nematalosa nasus
Nematalosa nasus is een straalvinnige vissensoort uit de familie van haringen (Clupeidae). De wetenschappelijke naam van de soort is voor het eerst geldig gepubliceerd in 1795 door Bloch.
De soort staat op de Rode Lijst van de IUCN als niet bedreigd, beoordelingsjaar 2009.